# Roy Beerens
Roy Beerens (Bladel, 1987. december 22. –) holland labdarúgó, 2016 óta az angol Reading középpályása. Ismert gyors cselezéséről és sprintjeiről.
2007-ben Beerenset Foppe de Haan szövetségi kapitány behívta a U21-es válogatottba, amely a hazai rendezésű 2007-es U21-es labdarúgó-Európa-bajnokságra készült. Beerens részt vett a második első csoportkörös találkozón, amelyen 2–1-re verték Portugáliát, elődöntőbe jutottak és kijutottak a 2008. évi nyári olimpiai játékokra. Az angolok elleni elődöntőben (1–1, 13–12 32 büntető után) Beerens csereként állt be, mindkét büntetőjét értékesítette. A hollandok megvédték 2006-os címüket, hiszen a döntőben 4–1-re verték Szerbiát. Ebben az évben négy évre a Heerenveenbe igazolt.
Beerens részt vett a 2008. évi nyári olimpiai játékokon Hollandia színeiben. A felnőttválogatottba először a 2010. augusztusi Ukrajna elleni barátságos találkozóra hívták be.

## Pályafutása

### Hertha BSC
2014. július 11-én hivatalossá vált, hogy 4 évre a német Hertha BSC-be igazol. Első gólját 2014. augusztus 16-án az FC Viktoria Köln elleni 4–2-es győzelem alkalmával szerezte.

## Statisztikák

### Klubcsapatban
| Klubteljesítmény | Klubteljesítmény | Klubteljesítmény | Bajnokság | Bajnokság | Kupa  | Kupa | Európa  | Európa  | Egyéb  | Egyéb  | Összesen | Összesen |
| Szezon           | Klub             | Liga             | Meccs     | Gól       | Meccs | Gól  | Meccs   | Gól     | Meccs  | Gól    | Meccs    | Gól      |
| Hollandia        | Hollandia        | Hollandia        | Bajnokság | Bajnokság | Kupa  | Kupa | Európa1 | Európa1 | Egyéb2 | Egyéb2 | Összesen | Összesen |
| ---------------- | ---------------- | ---------------- | --------- | --------- | ----- | ---- | ------- | ------- | ------ | ------ | -------- | -------- |
| 2005–06          | PSV              | Eredivisie       | 2         | 0         | 0     | 0    | 0       | 0       | 0      | 0      | 2        | 0        |
| 2006–07          | PSV              | Eredivisie       | 7         | 1         | 1     | 0    | 2       | 0       | 0      | 0      | 10       | 1        |
| 2006–07          | NEC              | Eredivisie       | 14        | 2         | 0     | 0    | -       | -       | 4      | 0      | 18       | 2        |
| 2007–08          | SC Heerenveen    | Eredivisie       | 28        | 6         | 2     | 0    | 2       | 0       | 4      | 0      | 36       | 6        |
| 2008–09          | SC Heerenveen    | Eredivisie       | 29        | 9         | 6     | 2    | 5       | 0       | -      | -      | 40       | 11       |
| 2009–10          | SC Heerenveen    | Eredivisie       | 29        | 4         | 2     | 0    | 6       | 0       | 1      | 0      | 38       | 4        |
| 2010–11          | SC Heerenveen    | Eredivisie       | 28        | 6         | 1     | 0    | -       | -       | -      | -      | 29       | 6        |
| 2011–12          | AZ               | Eredivisie       | 26        | 3         | 4     | 0    | 12      | 0       | -      | -      | 42       | 3        |
| 2012–13          | AZ               | Eredivisie       | 34        | 5         | 5     | 0    | 2       | 0       | -      | -      | 41       | 5        |
| 2013–14          | AZ               | Eredivisie       | 33        | 5         | 4     | 0    | 13      | 0       | 1      | 0      | 51       | 5        |
| Összesen         | Hollandia        | Hollandia        | 230       | 41        | 26    | 2    | 42      | 0       | 10     | 0      | 308      | 43       |
| Összesen         | Összesen         | Összesen         | 230       | 41        | 26    | 2    | 42      | 0       | 10     | 0      | 308      | 43       |

2014. május 3. szerint
1 UEFA-bajnokok ligája és Európa-liga 
2 Johan Cruijff Shield és Eredivisie rájátszás 

### Válogatottban
2013. május 12. szerint
| Hollandia | Hollandia | Hollandia |
| Év        | Meccs     | Gól       |
| --------- | --------- | --------- |
| 2010      | 1         | 0         |
| 2011      | 1         | 0         |
| Összesen  | 2         | 0         |

## Sikerei, díjai

### Klubcsapatban
SC Heerenveen
- KNVB-kupa (1): 2008–09

AZ
- KNVB-kupa (1): 2012–13

## Fordítás
Ez a szócikk részben vagy egészben  a   Roy Beerens című angol Wikipédia-szócikk ezen változatának fordításán alapul.  Az eredeti cikk szerkesztőit annak laptörténete sorolja fel. Ez a jelzés csupán a megfogalmazás eredetét és a szerzői jogokat jelzi, nem szolgál a cikkben szereplő információk forrásmegjelöléseként.